# لزوجة الدم
لزوجة الدم هو قياس مقاومة تدفق الدم إلى التشوه الناتج من إجهاد القص أو الإجهاد العمودي.
الدم هو سائل يتكون من البلازما والجسيمات، (مثل: خلايا الدم الحمراء). وبالتالي لزوجة الدم يتوقف على لزوجة البلازما، بالاقتران مع هيماتوكريت. لزوجة الدم يمكن أن تصبح أكبر بـ 10 أضعاف لزوجة المياه، وتدفقها في الأوعية الدموية يصبح متأخراً جداً بسبب الزيادة في مقاومة السائل. هذا سيؤدي إلى تقليل نقل الأوكسجين .
في باسكال لكل ثانية(Pa·s)، لزوجة للدم في 37 درجة مئوية عادة 3 * 10−3 إلى 4 * 10−3.
تقاس لزوجة البلازما بواسطة محتوى الماء ومكونات الجزيئات، وبالتالي فإن العوامل المؤثرة على لزوجة الدم هي تركيز بروتين البلازما وأنواع البروتينات الموجودة فيه، لكن هذه الآثار أقل بكثير أثر هيماتوكريت،
وارتفاع لزوجة البلازما يرتبط عادة بأمراض الأوعية التاجية والطرفية. فقر الدم يمكن أن يؤدي إلى خفض لزوجة الدم، مما قد يؤدي إلى فشل القلب.
درجة الحرارة هي من العوامل الأخرى التي تؤثر على لزوجة الدم ، حيث يؤدي زيادة درجة الحرارة إلى انخفاض في اللزوجة. والعكس يظهر أثناء انخفاض درجة حرارة الجسم، حيث تزيد اللزوجة مما يسبب مشاكل في الدورة الدموية.